# Resto de supernova

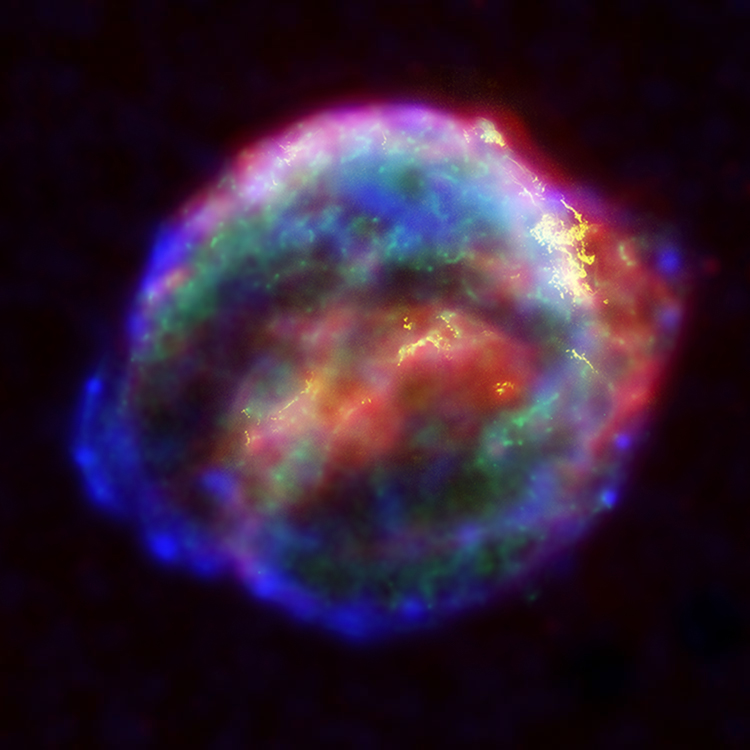
Resto de la supernova de Kepler, SN 1604.

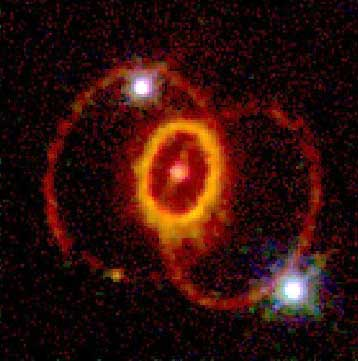
Resto de supernova, 1987A.

Un resto de supernova o remanente de supernova (SNR por sus siglas en inglés) es la estructura nebulosa que resulta de la gigantesca explosión de una estrella como supernova. El resto de supernova está rodeado por una onda de choque en expansión que se conforma del material eyectado por la explosión y de material interestelar barrido y arrastrado durante el proceso.
Hay dos modos posibles de originar una supernova. Las más comunes son las que se denominan supernovas de colapso gravitatorio. Se originan cuando una estrella masiva se queda sin combustible, dejando de generar energía de fusión en su núcleo, e implosionando bajo la fuerza de su propia gravedad para formar una estrella de neutrones o un agujero negro. Son las supernovas tipo II, Ib e Ic. El segundo mecanismo de generación de supernovas es bastante más raro y da lugar a lo que se conoce como supernovas termonucleares. Se originan cuando una enana blanca acumula material procedente de una estrella compañera hasta alcanzar una masa crítica, lo que la lleva a experimentar una explosión termonuclear que detona toda su masa de forma catastrófica. Son las supernovas tipo Ia. 
En cualquier caso, la explosión resultante de la supernova expulsa gran parte o todo el material estelar con velocidades de hasta un 1% de la velocidad de la luz, unos 3000 km/s. Cuando este material colisiona con el gas circunestelar o interestelar, forma una onda de choque que puede calentar el gas a altas temperaturas de hasta 10 millones de K, formando un plasma y mejor observado fue formado por la SN 1987A, una supernova en la Gran Nube de Magallanes que fue descubierta en 1987. No obstante, el ejemplo más típico de resto de supernova es la nebulosa del Cangrejo (M1, en la constelación de Tauro). Otros conocidos restos de supernovas, más viejos, incluyen al Tycho (SN 1572), un resto nombrado en honor a Tycho Brahe, que dejó constancia sobre la luminosidad de su explosión original (en 1572) y Kepler (SN 1604), nombrado en honor a Johannes Kepler. El resto de supernova más reciente es G1.9+0.3, descubierto en el centro galáctico y con una edad estimada de 140 años.

## Resumen de fases
Un resto de supernova pasa por las siguientes fases al expandirse:
1. Expansión libre del material eyectado. Este régimen se mantiene hasta que el frente de onda ha barrido una cantidad de material interestelar equivalente a su propia masa. Esto puede durar entre algunas decenas de años hasta unos centenares de años, dependiendo de la densidad del gas circundante.
2. Llegado un punto la masa eyectada es muy inferior a la masa chocada, arrastrada por la onda de choque. Significa el inicio del régimen adiabático de Sedov-Taylor (ST), que se puede modelar usando soluciones auto-analíticas. En esta fase las fuertes ondas de choque quedan marcadas por una intensa emisión de rayos-X de origen térmico procedentes del gas recalentado y acelerado del frente de onda.
3. A medida que el volumen ocupado por el remanente se hace más y más grande la contribución del enfriamiento por radiación es cada vez más significativa. En la estructura del remanente se diferencia una capa delgada (< 1 pc) y densa (1-100 millones de átomos por m³) rodeando al interior caliente (algunos millones de K). Esta es la fase radiativa de barrido conducida por la presión (pressure-driven snowplow, PDS). El frente de onda se puede ver claramente, debido a la desionización de átomos de hidrógeno y oxígeno luciendo intensamente en el espectro visible.
4. Con el empuje de la capa densa a través del medio interestelar el interior pierde energía y se enfría. La densa capa continúa expandiéndose debido a su propia inercia. Se denomina la fase de barrido conservativa del momento (momentum-conservative snowplow, MCS). Este estadio de la evolución se detecta principalmente por la emisión de ondas de radio de los átomos de hidrógeno neutro.
5. Fusión con el medio estelar. Cuando la velocidad de choque alcanza la velocidad del sonido del medio que le rodea, lo que ocurre alrededor de un millón de años después, el remanente se mezcla con el turbulento medio interestelar contribuyendo con su energía cinética.

## Origen de los rayos cósmicos
Los restos de supernova son la mayor fuente de rayos cósmicos. En 1949 Enrico Fermi propuso un modelo de aceleración de rayos cósmicos basado en la interacción de estos con el campo magnético del medio interestelar. Este mecanismo se conoce como el "Mecanismo de Fermi de segundo orden". Un segundo mecanismo de aceleración de partículas se produce dentro del frente de onda en su expansión en el espacio. Este mecanismo ha pasado a llamarse "Mecanismo de Fermi de primer orden".
Observaciones del resto de supernova SN 1006 en la frecuencia de rayos X muestran una emisión de sincrotrón que se corresponde, de manera consistente, con la creación de rayos cósmicos. Sin embargo, este mecanismo de creación de rayos cósmicos, es insuficiente para explicar la existencia de partículas cuyas energías son mayores a los 1015 eV.